# Лаура, Сандра
Сандра Лаура (фр. Sandra Laoura, родилась 21 июля 1980 года в Константине) — французская горнолыжница алжирского происхождения, бронзовый призёр Олимпийских игр в Турине.

## Биография

### Спортивная карьера
Родилась в алжирском городе Константина, в возрасте двух лет перебралась с родителями во Францию сначала в Авиньон, а затем в Ла-Плань. С детства занималась горнолыжным спортом (фристайл) и вошла в сборную Франции. Дебют состоялся в 2000 году на Кубке мира в могуле, с 2003 по 2006 годы Сандра четыре раза попадала на пьедестал. В 2006 году она приняла участие в Олимпийских играх в Турине, завоевав 11 февраля 2006 года бронзовую медаль для сборной Франции в могуле (серебро досталось норвежке Кари Тро, а чемпионкой стала канадка Дженнифер Хейл).
5 января 2007 года во время тренировки перед этапом Кубка мира в Мон-Габриэле (Квебек, Канада) Сандра упала на голову и получила серьёзную травму позвоночника (повреждение двух позвонков). Спортсменку госпитализировали немедленно, она вскоре впала в кому. Врачи сумели спасти ей жизнь, но с этого момента она теперь прикована к инвалидному креслу. В лыжном спорте это происшествие назвали не иначе как одной из самых «чудовищных травм» в истории. Сандра регулярно проходит курсы лечения и реабилитации как в Португалии, согласно методике, разработанной в России

### Вне спорта
Ещё в 2006 году Сандра участвовала в шоу «Форт Боярд» в составе команды призёров Олимпиады в Турине. Вместе с командой она выиграла сумму в размере 19888 евро для благотворительной организации «Solidarité Défense». Уже после ухода из большого спорта Сандра стала работать на телевидении: она комментировала чемпионат мира 2009 года на телеканале Canal+ и радиостанции Europe 1, работала на телеканалах сети France Télévisions во время Олимпиады в Ванкувере. В настоящий момент она работает на телеканале Eurosport.